# Kemistklubben vid Åbo Akademi
Kemistklubben vid Åbo Akademi är en förening för teknologer och kemistuderanden vid Åbo Akademi. Föreningen är en av de mest aktiva och färgstarka studentföreningarna i Åbo med sin gröna halare och tofsmössa. Förutom att föra sina medlemmars intressen vid universitetet ordnar föreningen verksamhet såsom sitzar, utflykter till industrier och annat samkväm. Bland studerande är föreningen kort och gott känd som "KK".

## Traditioner
Föreningens färg är grönt. Föreningens overall (i Finland kallad halare) bär denna färg. Halaren har varit i bruk sedan 1980-talet; innan dess användes ofta labbrocken som klädsel vid fester och mera officiella sammanhang av de som ville sticka ut från mängden.
Föreningens medlemmar, och mera allmänt teknik- och kemistuderande vid Åbo Akademi har sedan 1950-talet kallats Axlar och Stinor.

## Vänföreningar
Høiskolens Chemikerforening